# Алинджа (гора)
Алинджа́ (азерб. Əlincə), или Алинджа-Даг (азерб. Əlincə dağı) — горная вершина в Азербайджане. Расположена в юго-восточной части Зангезурского хребта, на территории Джульфинского района Нахичеванской Автономной Республики, на правом берегу реки Алинджачай. Высота колеблется от 1810 до 1821,4 м. На юго-восточном склоне горы расположено село Ханага, а на вершине горы — средневековая крепость Алинджакала. Сложена гора лакколитами.

## Галерея

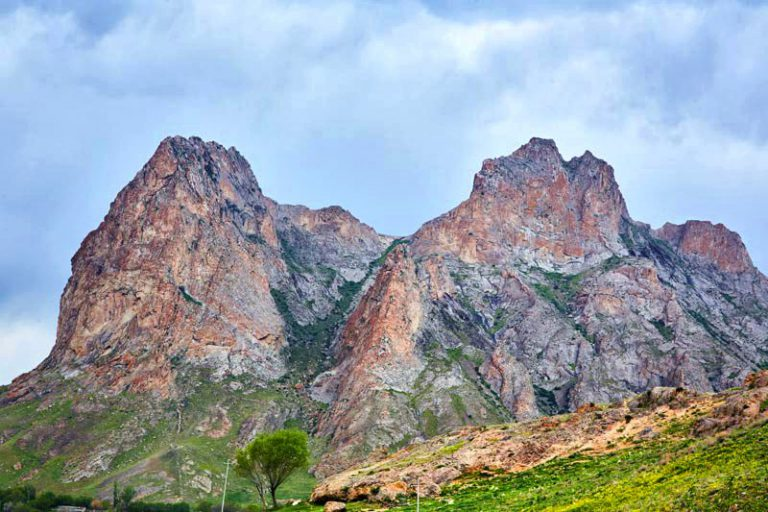